# 勐永县
勐永县，又译孟阳县、孟勇县，是缅甸掸邦下辖的一个县。县境大部分区域在缅甸掸邦东部第四特区控制下，第四特区在控制区内设立南板县，缅甸官方控制县治勐永周边区域。

## 历史沿革
2022年4月30日，缅甸政府以大其力县勐永镇区新设勐永县。

## 行政区划
勐永县下辖勐永镇区一个镇区。